# Expédition 5 (ISS)
Insigne de la mission
Équipage de l'expédition 5
Chronologie
Expédition 4
 Expédition 6

L’Expédition 5 fut la cinquième mission habitée à bord de la Station spatiale internationale. Elle eut lieu en 2002. L'équipage composé de trois personnes, resta dans l'espace pendant 184 jours. Cette expédition est la continuité de la présence humaine ininterrompue encore aujourd'hui et qui commença avec l’expédition 1 en 2001.

## Équipage
| Position           | Astronautes                             |                                         |
| ------------------ | --------------------------------------- | --------------------------------------- |
| Commandant         | Valery G. Korzun, RKA 2e vol spatial    | Valery G. Korzun, RKA 2e vol spatial    |
| Ingénieur de vol 1 | Peggy Whitson, NASA 1er vol spatial     | Peggy Whitson, NASA 1er vol spatial     |
| Ingénieur de vol 2 | Sergei Y. Treschev, RKA 1er vol spatial | Sergei Y. Treschev, RKA 1er vol spatial |